# 385695 Clete
385695 Clete este o planetă minoră (asteroid) din Troian neptunian. A fost descoperită pe 8 octombrie 2005 la Observatorio Las Campanas⁠(d) de Chadwick Trujillo⁠(d). 
Obiectul prezintă o orbită caracterizată de o semiaxă mare de 30,354537370005 de UAi, o excentricitate de 0,0521, o înclinație de 5,246 ° în raport cu ecliptica.